# Observatoire des discriminations
 (février 2010).
Si vous disposez d'ouvrages ou d'articles de référence ou si vous connaissez des sites web de qualité traitant du thème abordé ici, merci de compléter l'article en donnant les références utiles à sa vérifiabilité et en les liant à la section « Notes et références ».
L'observatoire des discriminations est un observatoire visant à mesurer et étudier les discriminations en France.

## Objectifs
Cet observatoire a été créé en novembre 2003. Il mène des recherches et études dans le domaine de l’emploi pour l’essentiel. Il est dirigé par le professeur Jean-François Amadieu.
L’observatoire mesure diverses formes de discriminations :  genre, origine, âge, apparence, orientations sexuelles, état de santé, handicap, etc. Il traite conjointement les facteurs qui conduisent à des inégalités d’accès à l'emploi, de déroulement de carrière, de salaires, d’accès à la formation.

## Études
L’observatoire mène des travaux qui utilisent diverses techniques d’enquêtes.
- Sondages
- Mesure des stéréotypes
- Testing ou test de discrimination par envoi de CV factices ou d’acteurs pour examiner les recrutements
- Analyse statistique de données d’entreprises (recrutement, salaires, carrières …). L'observatoire a développé une méthode de mesure des pratiques discriminatoires en comparant des échantillons de personnes porteurs de prénoms tels qu'ils peuvent être discriminés à des individus portant des prénoms moins susceptible de provoquer une discrimination.

En 2004 pour la première fois en France un test par envoi de CV a permis de mesurer des discriminations peu examinées jusqu’alors par des tests (handicap, âge, lieu d’habitation, apparence physique, origine). En 2005 des acteurs se présentent en camera cachée à des entretiens d’embauche dans le cadre d’un testing. En 2006 un baromètre national des discriminations fournit des données sur un échantillon représentatif des emplois du secteur privé. 
En 2008, l’observatoire a réalisé une étude sur les élus municipaux pour le Haut conseil à l'intégration qui examine la diversité de ces élus, parfois issus de l’immigration, au moyen d’une méthode anthroponymique (à partir des noms et prénoms des élus).